# Сенека (окръг, Ню Йорк)
Окръг Сенека (на английски: Seneca County) е окръг в щата Ню Йорк, Съединени американски щати. Площта му е 842 km², а населението - 34 498 души (2017). Административен център е село Уотърлу.